# Stygnomma belizense
Stygnomma belizense is een hooiwagen uit de familie Stygnommatidae.